# Europese kampioenschappen veldrijden 2019 - Vrouwen elite
Het Europees kampioenschap veldrijden 2019 voor vrouwen elite werd gehouden op zondag 10 november in het Italiaanse Silvelle di Trebaseleghe. De Nederlandse Yara Kastelijn won haar eerste titel.

## Uitslag
| Pos.          | Renster             | Land        | Tijd      |
| ------------- | ------------------- | ----------- | --------- |
| Europese trui | Yara Kastelijn      | Nederland   | 41'05"    |
| Zilver        | Eva Lechner         | Italië      | + 12"     |
| Brons         | Annemarie Worst     | Nederland   | + 26"     |
| 4             | Maud Kaptheijns     | Nederland   | + 1'09"   |
| 5             | Laura Verdonschot   | België      | + 1'16"   |
| 6             | Sanne Cant          | België      | + 1'23"   |
| 7             | Alice Maria Arzuffi | Italië      | + 1'23"   |
| 8             | Alicia Franck       | België      | + 1'48"   |
| 9             | Loes Sels           | België      | + 1'52"   |
| 10            | Ellen Van Loy       | België      | + 2'11"   |
| 11            | Perrine Clauzel     | Frankrijk   | + 2'29"   |
| 12            | Marlène Petit       | Frankrijk   | + 2'38"   |
| 13            | Joyce Vanderbeken   | België      | + 2'48"   |
| 14            | Geerte Hoeke        | Nederland   | + 3'04"   |
| 15            | Sophie de Boer      | Nederland   | + 3'18"   |
| 16            | Rebecca Gariboldi   | Italië      | + 3'39"   |
| 17            | Nadja Heigl         | Oostenrijk  | + 4'13"   |
| 18            | Zina Barhoumi       | Zwitserland | + 4'30"   |
| 19            | Mari-Liis Mottus    | Estland     | + 4'36"   |
| 20            | Anna Oberparleiter  | Italië      | + 4'47"   |
| 21            | Alessia Bulleri     | Italië      | + 5'14"   |
| 22            | Silvia Persico      | Italië      | + 5'55"   |
| 23            | Nikola Bajgerová    | Tsjechië    | + 6'14"   |
| 24            | Katazina Sosna      | Litouwen    | + 10'04"  |
| 25            | Elvira Khayrullina  | Rusland     | - 1 ronde |

| Pos. | Punten | Prijzengeld |
| ---- | ------ | ----------- |
| 1    | 100    | € 1.400     |
| 2    | 60     | € 800       |
| 3    | 40     | € 600       |
| 4    | 30     | -           |
| 5    | 25     | -           |
| 6    | 20     | -           |
| 7    | 17     | -           |
| 8    | 15     | -           |
| 9    | 12     | -           |
| 10   | 10     | -           |
| 11   | 8      | -           |
| 12   | 5      | -           |
| 13   | 4      | -           |
| 14   | 2      | -           |
| 15   | 1      | -           |

## Reglementen

### Landenquota
Nationale federaties mochten het volgende aantal deelnemers inschrijven:
- 8 rijdsters + 4 reserve rijdsters

### Startvolgorde
De startvolgorde per categorie was als volgt:
1. Meest recente UCI ranking veldrijden
2. Niet gerangschikte rensters: per land in rotatie (o.b.v. het landenklassement van het laatste WK). De startvolgorde van niet gerangschikte rensters binnen een team werd bepaald door de nationale federatie.

## Selectiecriteria

### België
Om in aanmerking te komen voor een selectie voor het EK was de Sporttechnische Commissie (STC) van de KBWB (Belgian Cycling) gekomen tot volgende selectiecriteria:
- Top 16 WB wedstrijd (Iowa, Waterloo, Bern)

Opmerkingen:

a. Belgian Cycling behield zich het recht voor om in functie van de omstandigheden af te wijken van de selectiecriteria, mits gemotiveerde beslissing.

b. Naast de criteria zou er nog rekening gehouden worden met volgende factoren die doorslaggevend konden zijn voor de definitieve selectie:

00 • de fysieke, conditionele en medische toestand van de atleet

00 • de morele kwaliteiten en de fair-play van de atleet

c. Indien er meer atleten selecteerbaar waren dan het door de UEC toegekende quotum zou de selectie bepaald worden op basis van de behaalde resultaten in andere internationale competities in 2019.

e. De verantwoordelijke bondscoach maakte volledig onafhankelijk en in eer en geweten zijn selectie. Hij kon hierbij geen rekening houden met de vleugel waar hij op de loonlijst stond of het eventuele statuut van de ene of andere kandidaat.

f. De selectie werd ter goedkeuring voorgelegd aan de vergadering van de STC. In geval van betwisting was alleen het dagelijks bestuur van Belgian Cycling bevoegd. De selectie moest eveneens goedgekeurd worden door het dagelijks bestuur van Belgian Cycling.
| Selectienorm        | # | Renster           | Top 16 WB wedstrijd   |
| ------------------- | - | ----------------- | --------------------- |
| Top 16 WB wedstrijd | 1 | Sanne Cant        | 8e Bern               |
| Top 16 WB wedstrijd | 2 | Laura Verdonschot | 10e Bern              |
| Top 16 WB wedstrijd | 3 | Ellen Van Loy     | 12e Bern,15e Waterloo |
| Top 16 WB wedstrijd | 4 | Loes Sels         | 15e Iowa              |
| Aanwijsplaats KBWB  | 5 | Alicia Franck     | -                     |
| Aanwijsplaats KBWB  | 6 | Joyce Vanderbeken | -                     |

2003 · 
2004 · 
2005 · 
2006 · 
2007 · 
2008 · 
2009 · 
2010 · 
2011 · 
2012 · 
2013 · 
2014 · 
2015 · 
2016 · 
2017 · 
2018 · 
2019 ·
2020 ·
2021 ·
2022